# Juanacatlán
Juanacatlán es una población localizada en la región centro del estado de Jalisco, y es la cabecera del municipio homónimo.

## Toponimia
Su nombre proviene del náhuatl xonacatlan, "lugar donde abundan las cebollas" (de xonacatl, "cebolla", y -tlan, habitualmente traducido "entre", pero posiblemente relacionado con -tla, sufijo de abundancia). Debe mencionarse que no corresponde la interpretación de “lugar de cebollas” al significado original del nombre, ya que esos tubérculos fueron introducidos por los españoles, con lo cual resultaría ilógica la interpretación dada. Existe, en los campos y cerros de estos lugares, una especie de jícama o “cebollita” (como comúnmente se le conoce en la región), la cual sería en realidad la causante del nombre.
El escritor jalisciense Juan José Arreola descifra el nombre como “lugar de buenas cebollas”. El significado anterior es el más apegado a las raíces indígenas, ya que el jeroglífico del mismo se encuentra en la segunda parte del lienzo de Tlaxcala, el cual representa las batallas y los lugares a los que fueron los tlaxcaltecas después de la toma de México; el ideograma puede verse en el centro del escudo del municipio.
Existen también otras versiones, tales como “lugar de mariposas”, nombre que derivaría de “papantl” (mariposa), por el cerro que domina el paisaje: El Papantón. Hay otra que ofrece José Muro Ríos, cuyo significado se derivaría de la siguiente manera: Juanacatlán, nombre castellanizado por los conquistadores, de raíz nahuátl, que significa “lugar del árbol Cauhnacaztli” o “árbol de oreja o parota”, botánicamente Esterolodrium. Intentos de relacionarlo con xoconochtli (tuna pequeña), resultan absurdos.

## Escudo
El significado del escudo de Juanacatlán está relacionado con las actividades económicas de la región, así como de su historia, dividiéndose en cuatro partes principales:
- Al centro: ideograma náhuátl que significa “Xonacatlan”, vocablo indígena del que se deriva el nombre de la población.

- Extremo superior izquierdo: en este recuadro, se recaba la principal actividad económica de la región, la agricultura, y se presentan los productos básicos: el trigo y el maíz, todo esto teniendo como fondo un lienzo de piedra (característico de la región) y la imagen del cerro del Papantón, figura elemental del paisaje que domina el municipio.

- Extremo superior derecho: al fondo, los arcos del primer edificio público de la entidad, la Presidencia Municipal, y al frente, la Cruz de Cantera, monumento en cuyas caras cuadrangulares se encuentra inscrita la fecha de fundación de la población, así como los nombres de las primeras familias.

- Parte inferior: Como recuerdo del pasado, la célebre caída de agua de “El Salto de Juanacatlán”, hoy casi extinta, gracias a la cual la región fue conocida en el ámbito que salía del marco nacional.

Por último, las hojas y el yelmo que lo rodean son idénticas al escudo del estado de Jalisco, con lo cual se integra a esta población a una entidad federal, al igual que otros municipios hermanos. Fue aprobado por el H. Cabildo de Juanacatlán en 1993 durante la administración del Presidente Municipal Mario Venegas Vizcarra. El diseño estuvo a cargo de la Cronista Municipal Mtra. Maria de Lourdes Torres Alaniz.

## Historia

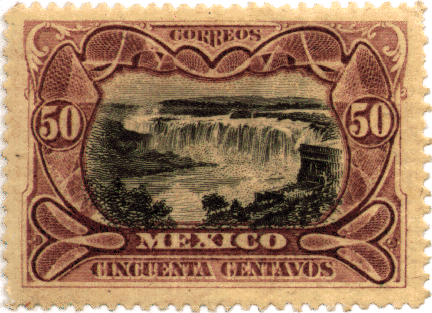
Estampilla postal con la imagen del salto de Juanacatlán

Los primeros pobladores de la región pertenecen a las tribus cocas, las cuales se mezclaron con algunas de origen probablemente nahuátl, ya que este territorio se encuentra dentro de las rutas tomadas hacia el Valle de México (siglo XII). Incluso el nombre original de la población es de origen nahuátl. Algunas familias fueron quedándose en un lugar denominado La Miseria, a un kilómetro del actual poblado.
En su inicio, la región de Xonacatlan era parte, en la época prehispánica, del reino de Tololotlán, que a su vez era feudataria de Tonalá, uno de los cuatro reinos que algunos historiadores denominaron como Federación Chimalhuacana.
En 1529, Nuño de Guzmán llegó a estos lugares conquistando los reinos de Tonalá y Xalisco, y a fines de marzo de 1531 ofrecieron una resistencia aislada, y un poco tardía, los pueblos de Coyula, Juanacatlán, Tatepozco y Tololotlán (ya que las poblaciones eran demasiado pequeñas) en terrenos de Arroyo de en medio, con lo que resultaron derrotados y sometidos, después de lo cual pasaron a su poder hasta su muerte. El 25 de marzo de 1530, Nuño de Guzmán tomó posesión oficial de este territorio, a nombre del monarca español.

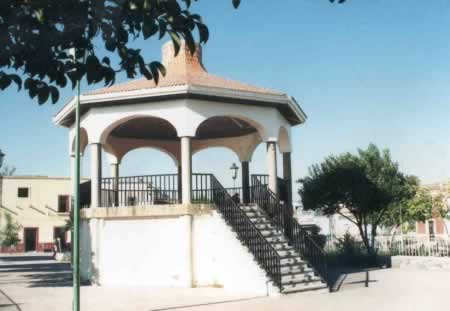
Kiosco de la plaza principal

En 1531, iniciaron las evangelizaciones en la región a cargo de las órdenes de San Agustín y de San Francisco.
Los naturales de la región pertenecientes a Xonacatlán fueron convertidos y evangelizados en la fe cristiana por los religiosos de la orden de San Francisco: Fray Antonio de Segovia, Fray Juan de Padilla, Fray Andrés de Córdoba y Juan de Badillo, a partir de 1531, año en que el Padre Segovia fundó el convento de la Señora de la Asunción en Tetlán, cerca de la Guadalajara de hoy.
En 1537, y de acuerdo con las ordenanzas que daban a los españoles el derecho sobre las tierras y los naturales conquistados, Cristóbal de Oñate otorgó las encomiendas a Juan de Saldívar. Las escrituras fueron otorgadas por el gobernador de la Nueva Galicia, don Francisco Vázquez de Coronado, a Juan de Saldívar, en Compostela, después de que Juan de Oñate decidió emigrar al Perú.
En 1556, se iniciaron los viajes de exploración y aparece por primera vez en “Navigationne et Viagge” de Ramunzio, una de las hermosas descripciones sobre la gran caída de agua que se encontraba en la entrada de la población.
En 1572 el Cura Lázaro Vallejo es el encargado de evangelizar los pueblos de la encomienda del Sr. Juan de Saldívar.
En 1582 se realiza la fundación de Mexicaltzingo y del convento de Guadalajara, pasando la evangelización a dichas corporaciones. El cronista Fray Diego de Muñoz hace una descripción del río Lerma.
Solicitud hecha al Dr. Santiago Vera, por Juan de Saldívar Mendoza, con peritaje de Pedro de la Cueva (...) “Alcalde Mayor del Fuerte de San Lorenzo de los Reyes y Corregidores del pueblo de Poncitlán” (...) de las demasías y obras en los terrenos que (...) “en términos de Santa fe y Sacatlán y Jonacatlan Teocaltitlan y Zapotlanejo ocho sitios de estancias que se nombran potrero y linda de ellos veinte y cuatro caballerías de tierra”, (...) concedida el siete de mayo de 1602, firmado Vera ante el escribano Pedro de la Plaza (Sr. Ing. D. Ricardo Lancaster Jones).
En real audiencia realizada el 28 de febrero de 1606 se otorga un Mayorazgo a Diego de Porres, al cual, de acuerdo al mandamiento acordado por el Sr. Presidente de la Real Audiencia Don Alonso Pérez Mechana, se le otorgaba (...) “un sitio de estancia para ganado menor y cinco caballerías de tierra en jurisdicción del pueblo y Valle de Santa Feé, entre este y el de Juanacatlán”.
Con la llegada de Porres Baranda el asentamiento original indígena que se encontraba cerca de un ojo de agua denominado “La Miseria” se cambió hasta donde hoy se encuentra la población, Porres Baranda introdujo el cultivo de la caña de azúcar, el trigo y la ganadería, lo mismo que los primeros caballos y burros, ya que estos se podían alimentar con lo mismo que producía.
Las primeras familias de origen español fueron las de apellido Baltazar, Bricio, Briseño, Velázquez, Cortés, Pérez, Suárez, Graciano y de la O, de procedencia extranjera, además de las nativas. Es en esta época que pasa a ser dependencia de Zapotlanejo.
La primera piedra se colocó en el centro de la población, agregándosele una cruz esculpida en cantera de 2,5 m de altura la cual aún se encuentra en la entrada de la iglesia. Esta cruz se halla asentada sobre una base en forma de pirámide cuadrangular, añadida después, y en cada cara tiene las siguientes inscripciones: 1662 “Bajo el reinado de Carlos IV, se fundó esta población siendo virrey de la Nueva España Juan de Leyva y de la Cerda y Gobernador del reyno de la Nueva Galicia el Oidor decano Lic. Jerónimo de Aldraz”.
La fundación se hizo siendo virrey de la Nueva España Juan de Leyva y de la Cerda, marqués de Leyva y conde de Baños; gobernador del Reyno de la Nueva Galicia el oidor decano Gerónimo de Aldráz y bajo el reinado de Felipe IV (1621-1665).

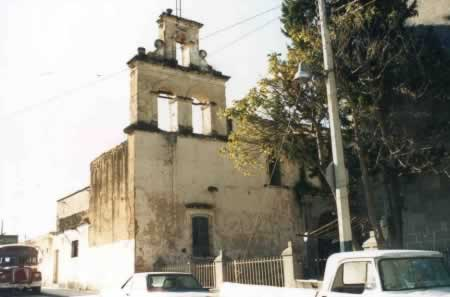
Basílica Lateranense de Juanacatlan

De esta última fecha al año de 1800, Juanacatlán forma parte de encomiendas y pleitos entre familias españolas por los beneficios agrícolas que la cercanía del río se encarga de mantener.
La construcción de la Basílica Lateranense termina el 7 de julio de 1680, por lo tanto la Doctrina de Xonacatlán fue de las primeras que en el siglo XVI se entregaron a la administración del clero Secular del Obispado de la Nueva Galicia. Mota Padilla en el año de 1742 hace alusión de que el Rey de España pagaba los salarios de la Real Caja a los curas de Tepetitlán, Xalostotitlán, Chimaltitlán, Tzapopan, Coatlán, Xonacatlán y Xalapa entre otros.
En 1825 estaba subordinado al ayuntamiento de Zapotlanejo, y desde esa fecha perteneció al 1.er. Cantón de Guadalajara. En 1890 era comisaría de elección popular del municipio de Zapotlanejo.
Por decreto número 832, publicado el 19 de diciembre de 1898, se erigió Juanacatlán en municipio, es entonces cuando el progreso parece llegar en forma de factorías: un pequeño ingenio y una fábrica de harina, las cuales se encontraban al lado opuesto de Juanacatlán en la hacienda de Jesús María cuyo origen se remonta hacia el 1818. En este mismo lugar se instala en el Salto de Juanacatlán (la caída de agua) la primera planta hidroeléctrica de la República Mexicana, una de las más importantes del país, tres años después, en 1896, se inicia la construcción de la fábrica de hilados y tejidos de algodón junto a la hidroeléctrica, siendo para 1896 con la separación del cantón de Tepic (convertida en entidad federal) una de las seis fábricas textileras con las que contaba el Estado de Jalisco. La población que inició la nueva colonia Industrial Río Grande (El Salto), trajo como consecuencia la separación de este y Juanacatlán.
El 18 de enero de 1911 se levantaron en armas algunos vecinos encabezados por Eulalio Graciano, Tranquilino Hernández, etc. en protesta por el fraude cometido por el Gobierno en 1910, con motivo de la séptima reelección del dictador Díaz, en las elecciones de julio, estos fueron licenciados con el grado de Capitanes durante el régimen del Sr. Madero. En estos días ocupó este pueblo un revolucionario Maderista de nombre Cleofas Mota, quien salió de aquí para ser derrotado cerca de la ranchería de la Laja delante de Puente Grande.
El 14 de julio de 1914, revolucionarios constitucionalistas al mando de Nicolás Barajas atacaron al destacamento Huertista de El Salto, durante esta contienda fue incendiado el “Gran Molino Germannia” (Del Sagrado Corazón) propiedad de los hermanos Collignton, ubicado en la cabecera del puente.
El día 7 de julio de ese mismo año, fue atacado El Salto por fuerzas revolucionarias en gran número, al mando del General Ramón Sosa, perteneciente a la división de la Caballería del Cuerpo del Ejército del Nor-Oeste, al mando del Gral. Lucio Blanco, los cuales después de exterminar el destacamento federal, al mando del Capitán Campillo, pernoctaron algunos en Juanacatlán y otros en El salto. Una de las vecinas heridas en esta ocasión fue Leandra Cortés, hermana del Sr. Julián Cortés, maestro reconocido de esta localidad.
El 8 de julio tuvo lugar la famosa batalla de El Castillo, a cinco kilómetros de esta población, librada entre las fuerzas del General Lucio Blanco y los federales huertistas al mando del Gral. José María Mier, Gobernador del Estado y del Gral. Manuel Bernardo, Sub–Jefe de la zona militar, quienes murieron en el combate dentro de la finca de la Hacienda de El Castillo.
Las demás acciones militares de que se tienen referencia son aquellas en las cuales aparecen los primeros cristeros, siendo motivo de pugna entre las poblaciones de El Salto y Juanacatlán, ya que los primeros como obreros y pertenecientes al entonces incipiente partido Rojo, pusieron oposición, hasta lograr su separación del municipio de Juanacatlán.
En el año de 1915 mueren en una emboscada a orillas del pueblo el C. Donato Graciano, presidente municipal y otra persona a causa de las cuestiones ideológicas mencionadas anteriormente (deseo de separación), los responsables fueron José y Jesús Orozco, reaccionarios clericales, acompañados de otros individuos, quienes los atacaron sin darles tiempo a que se defendieran.
A la par de este hecho sucede la famosa “Serenata Sangrienta” protagonizada por varios oficiales del estado mayor del Gral. Félix Barajas, vecino de la ranchería de La Laja, como resultado de la misma murió uno de los agresores, otro fue herido; muriendo también Tranquilino Zaragoza y el Lugarteniente Tranquilino Torres (quien actuaba como comandante de la policía en Juanacatlán), vecino de la población, en el momento de repeler la agresión.
El 24 de febrero de 1917 llega a la estación de El Castillo, el Sr. Venustiano Carranza.
Al inicio de la Cristiada se levantaron en este pueblo por lo menos 20 vecinos, junto con otros 10 de El Salto, de los cuales algunos sobrevivieron. A Gabino Flores le tocó operar por los pueblos cercanos como: Zapotlanejo, Milpillas, Santa Fe, Zapotlán del Rey, Atotonilco y hasta Tepatitlán y Tototlán.
El 17 de abril de 1927 entraron a El Salto cruzando el Río Santiago, asesinando al lisiado excapitán federal Luis Anduiza, en la ranchería de Juanacaxtle.
Ya en El Salto, buscaron a los directivos sindicales de la fábrica y a los miembros del comisariado Ejidal, los cuales se pusieron a salvo amparados por un pequeño destacamento Federal que se batió en retirada. Sólo tuvieron unas cuantas horas... las suficientes para incendiar las valijas tricolores del correo (salvándose el Administrador C. Tobías Valdés de ser ejecutado), saquearon la Tienda Grande, la Cooperativa de los obreros, quemando la Biblioteca por “contener literatura Marxista”, no cometiendo peores desmanes porque lo evitó el Capitán Cristero Santiago Calvillo, antiguo vecino y obrero de la fábrica.
Hubo una batalla de importancia entre cristeros y fuerzas gubernamentales en el mes de marzo de 1929, la que se libró en la población de Juanacaxtle y de la que aún quedan algunos sobrevivientes, ésta fue una de las últimas campañas que realizaron, la otra fue la quema del archivo municipal por los seguidores de la revuelta, motivo que obscureció los conocimientos culturales e históricos que pudieron haberse conservado.
Con este poderoso motivo es quitada la vía que comunicaba a la población con la capital del Estado, la cual llegaba hasta el entonces joven barrio de La Playa. A partir de junio de ese mismo año comenzaron a rendirse los diversos grupos que operaron por esta región al mando de Gavino Flores, coronel cristero que comprendió que jamás derribarían por la fuerza al gobierno constituido legalmente.

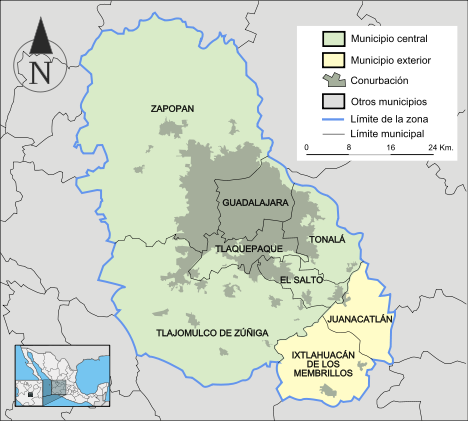
Juanacatlán pertenece a la zona metropolitana de Guadalajara

En el ataque a Juanacatlán, este fue defendido por un regimiento federal con frente en el puente, auxiliado por agraristas de El Castillo y la defensa Social de El Salto (obreros de la fábrica textil), encabezando Manuel Orozco con Isidoro Vázquez, se sostuvieron heroicamente con la ayuda de dos aviones del gobierno, en tanto que en el Puente Grande, se encontraban Quirino Navarro y Rosario de Orozco, unidos al regimiento del General Miguel Hernández y su regimiento, en cuanto a los aviones, uno de ellos fue alcanzado por el fuego de un francotirador vecino de Juanacatlán yendo a caer en llamas al aeropuerto militar de Guadalajara.
Fuente: Historia de Juanacatlán. 2005, Mtra. María de Lourdes Torres Alaniz, Ediciones del Arrayán. Cronista Municipal de Juanacatlán.

## Personas destacadas
- Gerónimo Méndez Martínez, (1897-1993), músico y compositor.

- Julián Cortés Suárez, (1893-), músico y compositor.

- Santos Plascencia, político.

- Vicente Michel, presbítero.

- Alejandro Silva García, músico.

- José Guadalupe Ramírez García, músico.

- Juan José Hernández Loza, 	 músico.

- Nicandro Sierra Hernández, 	 músico.

- Sebastián Valenzuela, músico.

- Marcos Reyes franco, músico.

- Dodita Bricio, 	 artesana.

- Mota, 	 cronista popular.

- Guadalupe Martínez de Hernández Loza, dirigente.

- Martha Hernández Loza, 	 maestra.

- Conchita Becerra de Celis, 	 maestra.

- Donato Graciano, 	 político.

- Donato Tovar, 	 político.

- Salustrio Venegas, 	 agrarista.

- Julio Velázquez, 	 agrarista.

- Aurelio Franco Torres, 	 agrarista.

- Enrique Briseño, 	 agrarista.

- Fermín García, 	 impulsor de la educación.

- Ramiro Martínez, 	 futbolista.

- Blas Sánchez, 	 futbolista.

- Carlos Morales,         futbolista.

- Javier Barba, 	 futbolista.

- Leopoldo Barba, 	 futbolista.

- Pachita Barba, 	 artesana.

- Jesús García Briseño, 	 dirigente político.

- Ma. Esthela Cervantes de Parra, impulsora de la cultura.

- Bertha Herrera Barroso, impulsora de la educación.

## Fiestas y tradiciones
- Las fiestas religiosas en honor a la Virgen de Guadalupe del 4 al 12 de diciembre, las cuales constan de novenario, peregrinación en carros alegóricos, mañanitas, rosarios, pláticas, música y charros, cohetes y la banda de guerra; ya por la noche se organizan kermesses, juegos mecánicos. Terminando el día con castillo de luces y buscapiés. Los festejos navideños se celebran con “insignias vivas”. De igual forma se llevan a cabo las siguientes fiestas: Día de Reyes, Día de la Candelaria, Miércoles de Ceniza, Viernes de Dolores, La semana mayor, Jueves y Viernes Santos y Sábado de Gloria.

- La feria de mayo con palenque y diversos actos culturales (presentación de grupos folklóricos, danza, teatro, etc.) así como juegos mecánicos, exposiciones (fotografía y pintura) y carreras de caballos del 5 al 15 de mayo. En el año de 1998, como parte especial de la feria, se dio comienzo a la Feria Municipal del Libro y la Cultura, esto gracias a la colaboración de la Margarita Carrillo.

- Las fiestas cívicas son celebradas el 24 de febrero, Día de la Bandera, se realiza un acto cívico por parte de las autoridades municipales y escolares además de un concurso de escoltas escolares.

- El 16 de septiembre se realizan eventos cívicos para conmemorar la fecha, así como eventos tradicionales como la presentación de grupos folklóricos en la Plaza Municipal desde el día 13 de septiembre. Realización del “Baile del año” la noche del 15 de septiembre a la que la mayoría de la población asiste después del ”Grito de Independencia”.

- En la Plaza Municipal; el día 16 se lleva a cabo el “desfile del 16” con la participación de los planteles escolares, los cuales representan a los héroes de la Patria en formas diversas, al término del desfile, el paseo a caballo alrededor de la plaza es obligatorio antes de ir a las charreadas y bailes populares con banda; el 17 se llevan a cabo concursos tradicionales en la Plaza (palo encebado, puerco encebado, juegos pirotécnicos, encostalados, etc.).

- El 20 de noviembre celebra el tradicional Desfile Deportivo realizado por los planteles escolares, rematando en bailes y verbenas populares. En esta fecha son de rigor los eventos y campeonatos deportivos (futbol, carreras pedestres, ciclismo, etc.).

Fuente: Historia de Juanacatlán. 2005, Mtra. María de Lourdes Torres Alaniz, Ediciones del Arrayán. Cronista Municipal de Juanacatlán.

### Calendario de celebraciones religiosas
- Enero 6. Adoración del Niño Dios en una misa especial que conmemora la Epifanía. Al término de la ceremonia religiosa, se pasa a besar al niño, que posteriormente se sentará. Por la noche, en los hogares en que se haya montado nacimiento levantarán al niño, y los padrinos le vestirán con ropa nueva blanca. A semejanza de los Reyes Magos, llevarán este obsequio al Niño Dios y a los demás participantes en la celebración (por lo regular, los vecinos de la cuadra), se obsequiarán bolos y se procederá a quebrar las tradicionales piñatas; a las personas adultas se les da ponche, y en algunos barrios se hace un castillo de luces, para concluir la fiesta.

- Febrero 2. Se bendicen velas (fiesta de la Candelaria) y el 3 de igual forma los cordones de San Blas los cuales se cuelgan en la entrada de la puerta o se llevan como amuleto de buena suerte.

- Miércoles de Ceniza. En esta fecha todos los habitantes de la región, aún los más alejados, acuden a cumplir con la tradición de tomar Ceniza.

- Viernes de Dolores. Celebración religiosa tradicionalmente recordada a través de los “Altares o Incendios de Dolores”, en el estado de Jalisco, la cual se hace presente en los barrios y los hogares de nuestra población con adornos de papel, gran profusión de veladoras, y agua fresca de limón con chía para aquellos que van a observar y a rezar a las “Lágrimas de la Virgen”.

- Semana Mayor. El recogimiento es palpable en todos los hogares, quedando las calles vacías, ante la proximidad del día en que se recuerda la muerte de Nuestro Señor Jesucristo.

- Jueves Santo. Lavatorio de pies en la misa nocturna, a la que la mayoría del pueblo asiste; por lo regular la representación de los apóstoles es caracterizada por menores, posteriormente algunas personas se quedan a velar y custodiar una caja pequeña y cerrada la cual se cree que contiene la esencia del ser Supremo, esto se hace en recuerdo a la aprehensión de Jesucristo en el Monte de los Olivos (y algunas veces, como en semejante ocasión el alba halla a los asistentes dormidos).

- Viernes Santo. Se realiza por las calles de la población el tradicional Viacrucis, en el cual la población entera participa (principalmente los jóvenes que se convierten en protagonistas y partícipes de la pasión de Nuestro Señor Jesucristo), ya que las estaciones se encuentran en los diferentes barrios que conforman la comunidad católica. La organización corre a cargo del Sr. José Arambula Hermosillo desde hace ya varios años.

- Sábado de Gloria. Se anuncia la resurrección de Jesucristo.

- El 19 de marzo se lleva a cabo un novenario en la comunidad de La Cofradía, en honor al Santo Patrono de la localidad, Señor San José. El rancho se viste de adornos de flores de papel y naturales, se realizan kermesses y al término de la fiesta, por la noche, se queman fuegos pirotécnicos.

- El mes de mayo es dedicado a la Purísima Concepción, por ese motivo todos los días a las 5 de la tarde son llevadas a la Santísima Virgen ofrendas de perfumadas flores por los niños de la comunidad que en general visten de blanco, el vestido de las niñas es largo y pulcro, a los varones se les suele colocar un ceñidor de color azul.

- 15 de agosto. Se conmemora la asunción de la Virgen a los cielos, se tiene en la nave central del templo y se hace un ritual de coronación antes de que los asistentes pasen a besarla.

- Noviembre. Mes de los muertos. Visita al panteón a partir del día 2, estos días se dedican a las ánimas, se ofrecen flores, misas y la música al campo santo aparentando con esto un día festivo estrictamente familiar, ya que cada quien va a una visita particular a limpiar y adornar las tumbas de sus muertos. A la salida pueden hallarse vendimias entre las que destacan las de dulces típicos, cañas, la nieve de garrafa, rajas de mezcal, pan y calaveras de muerto, entre otras.

Fuente: Historia de Juanacatlán. 2005, Mtra. María de Lourdes Torres Alaniz, Ediciones del Arrayán. Cronista Municipal de Juanacatlán.

### Leyendas y relatos
- Leyenda de Mota:

Por las calles de Juanacatlán a mediados del presente siglo empezaron a escucharse gritos lastimeros y ayes de dolor, la gente se encerraba temprano en sus casas y no salía por ningún motivo a las calles con escaso alumbrado.
Por las orillas del río iniciaba los gemidos que se convertían poco a poco en desesperantes llamadas: La llorona había iniciado sus recorridos.
Los niños eran asustados por sus padres y se les conminaba a tal o cual trabajo que debían realizar so pena de tener que soportar el paso de la llorona con las puertas o ventanas abiertas, incluso los adultos llegaron a temer al sonido que noche a noche se aproximaba, pero no sólo era eso, algunos incluso llegaban a jurar que habían visto la figura de una mujer vestida de negro con el rostro cubierto y avanzando con tanta prisa que parecía que flotaba en vez de caminar.
Aunque no faltó algún curioso que quiso saber quien era en realidad la famosa mujer y un día le esperó después del puente que estaba para el camino a Tateposco nada menos que con una escopeta cargada y al primer grito le soltó un disparo al aire, volviéndose la mujer asustada con las manos en alto y al conocerlo se identificó ella misma:
-¡ No tires Reyes soy yo, Mota!
Reyes Piña no se inmutó y tirando otro disparo al aire le contestó
-¡Pos´pa que nos andas asustando!
Provocando una carrera aún más rápida de la supuesta llorona, pero ya sin grito ni aspavientos. Otro día, ya calmados los ánimos le preguntó:
- Oiga Mota ¿Para qué andaba haciendo eso? Nomás nos anda asustando a todos.
A lo que la mujer contestó riendo:
- Pues porque de alguna forma hay que hacerse notar hijo, de alguna forma.
Desde ese día se acabó la leyenda de la llorona, pero la mujer siguió recorriendo las calles de noche vestida de negro, algunos aseguran que era capaz de atravesar las puertas de las iglesia sin abrirlas. Pero lo que sí consta es su afición a la búsqueda de tesoros, la cual alimentó las fantasías de sus contemporáneos y el afán de aventuras envueltas en un paisaje de asombro.
- Relato de Pedrito Cervantes:

Pedrito Cervantes, por mal nombre Pedrito Rascacielos, personaje singular de Juanacatlán que acostumbraba vivir a la intemperie, solicitando alimentos de los que pasaban, leche de los que venían de ordeñar, fruta de los que volvían de las barrancas.
Trasnochador y pintoresco con su ropa de manta raída y un sombrero que cubría de mala manera (por lo gastado y viejo) su cabeza, aparecía donde menos se le esperaba, con su aire de humildad, realizaba faenas que no eran codiciadas por los jornaleros por difíciles o sucias.
Especie de ermitaño recorría los cerros y conocía los caminos a “ojos cerrados”. Dicen que era capaz de pasarse noches y días enteros rezando todo como decía “Por amor a Dios”.
Un día para remordimiento de aquellos que alguna vez le negaron algo (los menos) apareció muerto en una gaveta del panteón municipal sin que se conociera la causa de su deceso.
- Relato de Dodita Bricio:

Una de las primeras artesanas reconocidas como tal en nuestra comunidad, iniciadora de bellos trabajos en papel y tela heredados hoy día por la Sra. Pachita Barba.
De sus manos salían las muñecas de tela que se regalaban a las niñas para Navidad o para cumpleaños, hilados y bordados amorosamente manufacturados, con el orgullo de que todos los que hacia tenían diferente figura, flores de papel que adornaban las casas para el diez de mayo, los templos para las festividades religiosas, los altares de los muertos en noviembre, los altares de los héroes en el mes patrio, cuentacuentos e intérprete de leyendas populares, “Dodita” como se le recuerda con cariño tiene un merecido lugar entre los personajes que han dado vida a la historia de nuestra comunidad.
- Leyenda de "El Charco Verde":

Este cuento relata de la época en la que el río tenía mucha agua, había mucha pesca y la playa no existía. No existía porque no había lugar donde se pusieran las casas, todo era espacio para el río que crecía año con año y era capaz de llevarse las casas con todo y todo, pero solo en cierta época, había otra en la que se podía bajar por ahí por donde suben los caminos y llegaba uno a las barrancas, el tajo se secaba y había que sacarle todo lo podrido que dejaba el río a su paso, era un trabajo difícil y a los mozos les pagaban por jornal, un jornal era un día, un día era una moneda y había que sacar mucho lodo podrido, lo que apestaba a los trabajadores y que quitaba las ganas hasta de comer. A muchos les daba flojera y se conseguían un duende.
Esto suena a cuento, pero pues eso es: un cuento.
Los flojos que querían duende tenían que ir a la medianoche al Charco Verde, bajar por las barrancas escondiéndose de los perros bravos y de los cuidadores de mangos, aparte de todo esto tenían que llevar una canasta de comida tapada con una servilleta bordada y una botella de vino.
Al llegar a la orilla del charco, tenían que sacar la comida y acomodarla en platos pequeños, poner una mesita con un mantelito y acercar las sillitas, unos dicen que en una cueva, otros que debajo de un árbol, el caso es que había que esperar a ver a qué horas se les ocurría salir a los dichosos duendes. Y luego seguía lo más difícil: observarlos comer y beber sin hacer ruido, hasta que uno de ellos, por más señas el rey, observará al que había preparado el banquete para ellos y si (todavía) le caía bien, le regalaba un duende.
¡Qué suerte! Dirán algunos, el duende trabajaba como dos hombres, si tú dabas una palada de lodo él sacaba dos al mismo tiempo, el trabajo se hacía más rápido, los días se hacían más cortos, los jornales se pagaban mejor...
El problema era mantener al duende ya que la condición era: te llevas al duende, le das de comer.
- Cada que vayas a empezar a comer avientas un pedazo de tortilla a tus espaldas, esta es para el duende. No se te olvide porque si no te va a pesar, aseguraba el rey duende.
- Si se te olvida una vez, el agua que tomes ese día se sabrá a podrido, si se te olvida dos veces, el agua estará podrida de nuevo y la comida se llenará de gusanos, si por tercera ocasión se te olvida tendrás todo lo anterior y no te rendirá el trabajo.
Por lo general, al oír las condiciones el peón se asustaba y regresaba sin duende. Aunque hay quien dice que algunos de esos trabajadores después de durar algunos días rindiendo el doble de su trabajo amanecían de pronto con aspecto cansado y duraban semanas enteras en el trabajo sin sacar el lodo y a continuación dejaban de comer y morían de hambre.
¡Quién sabe que pasaría con ellos!.
Algunos relatores cambian la tradición por el caballero bien vestido que prestaba al duende con la condición de devolverlo en la misma canasta en la cual se le había prestado, al no regresarlos ocurría lo mismo con los alimentos, lo que sucedía en todas las ocasiones pues los duendes eran invisibles y el solicitante no podía encontrarlos para regresarlos al prestamista, el cual se cobraba con el alma y la vida del ingenuo jornalero.
- Leyenda de "A las doce en el puente":

No tienes que llevar un niño pequeño nunca por el puente a la media noche, el aire sopla fuerte y se lleva el alma del niño, el río quiere compañía porque su corriente es rápida y se siente solo, ¿No ves como ruge ensordecedor al chocar con las piedras?, la media noche es la hora que espera con ansia para buscar compañía, el río está solo, no cruces el puente a esa hora.
Estas eran las palabras que decían las viejas a las jóvenes que regresaban de la fábrica al terminar de doblar turno y recogían a sus hijos pequeños dormidos, como si fueran pequeños muñecos en brazos de las madres que arriesgándose por el puente lleno de agujeros regresaban a deshoras de la noche a Juanacatlán, lo cierto era que pronto dejaron de pasar o dejaban a los niños a buen resguardo. Lo peligroso del puente en ocasiones hacía desaparecer también a las madres y el frío que provocaba el movimiento rápido del agua al pasar por el puente se llevó muchos niños, quién sabe qué sería, la pulmonía, el enfriamiento o el ansia de compañía que llevaba el río.
- Leyenda de "las campanas del cerro":

Ahí donde esta la escuela del cerro, antes había una iglesia, la iglesia por algo quedó encantada, aún no se sabe por qué, pero dicen que un día de fiesta a las doce las campanas empezaron a sonar y la gente con todo y padre, velas, cirios y flores quedó encantada... sólo las campanas se siguen oyendo. De vez en cuando, si pones mucha atención y estás el día indicado verás como por atrás de la escuela, ahí donde ahora están los tanques del agua se abre la puerta, las rocas se mueven y al fondo aparece el resplandor de la iglesia. Es grande y hermosa, está vestida de fiesta, pero no vayas a entrar porque no podrás salir... el cerro está encantado y no te va a dejar salir. Mejor cuando oigas las campanas que llaman de adentro del cerro rézales algo a los que están ahí: quizá algún día se rompa el encanto.
Recopilación y Versión: Mtra. María de Lourdes Torres Alaniz. Cronista Municipal de Juanacaltán.

## Música
En la música popular destacan composiciones con ritmos regionales, una muestra de esta expresión musical es lo siguiente:

“El son de mi tierra.”
Gerónimo Méndez
Ando ausente de Jalisco
hace tiempo que no estoy
aunque lejos de mi tierra
si Dios quiere pronto voy.
¡Qué linda tierra!
¡Qué bella es!
con sus cascadas
y el río a la vez.
Soy nacido en esta tierra
y en el puente les dirán
soy de un pueblito chiquito
se llama Juanacatlán.
¡Con sus barrancas,!
sus lindas flores,
la brisa exhala
nido de amores
Todos somos de Jalisco
los que andamos por aquí,
tierra linda y soberana
te saludo desde aquí.
¡Adiós barrancas!
donde he vivido
tenlo presente
que no te olvido
¡Viva Jalisco!
tierra de amores
lindas mujeres
como las flores.
En 2008 el cantautor Jose Riaza compone un blues al municipio enfatizando el problema de contaminación del Río Grande de Santiago, la canción se tituló "El puente de Juanacatlán", personificando al puente como un testigo del suceso de la muerte del niño Miguel Ángel. La canción apareció en dos discos del grupo de rock Tragicomi-K: "El puente de Juanacatlán"(2008) y "Pedaceras"(2010) y en "Cualquier tiempo pasado"(2014) de Jose Riaza.

## Artesanías
La elaboración de accesorios en piel, sillas de tule y sobre todo trabajos de alfarería.

## Trajes típicos
El traje de charro y el vestido de china poblana.

## Principales localidades
- Cabecera Municipal

- San Antonio Juanacaxtle

- Exhacienda de Zapotlanejo

- La Cofradía

- Miraflores

- Rancho Nuevo

- Casa de Teja
- Tateposco

## Geografía
El municipio de Juanacatlán está situado en la parte centro oriente del estado dentro de las coordenadas de 20º24’00’’ a 20º32’15’’ latitud norte y de 103º03’10’’ a 103º15’00’’ longitud oeste, a una altitud de 1530 m s. n. m.
Se encuentra limitado al norte con los municipios de Tonalá y Zapotlanejo, al sur con Ixtlahuacán de los Membrillos y Chapala; al este con Zapotlán del Rey y Zapotlanejo; al oeste con Ixtlahuacán de los Membrillos, El Salto y Tlajomulco de Zúñíga.
Fuente: Historia de Juanacatlán, Profra. María de Lourdes Torres Alaniz. Ediciones Arrayán. Guadalajara, 2005.

## Clima
El clima del municipio es semiseco con invierno y primavera secos, y semicálido sin estación invernal definida. La temperatura media anual es de 20.1 °C, y tiene una precipitación media anual de 819.1 mm con régimen de lluvias en los meses de junio a agosto.
Los vientos dominantes son de dirección este, oeste y sur. El promedio de días con heladas al año es de 12.

## Hidrografía
Cuenta con el río Santiago, que rodea gran parte del municipio, y arroyos de caudal en época de lluvias como son: Colorado, Buenavista, Los Corteses, La Cruz, la Tinaja, El Gallo, El Puerto, Hondo, Miseria, Chiquito, Lomelines y Limoncillo.

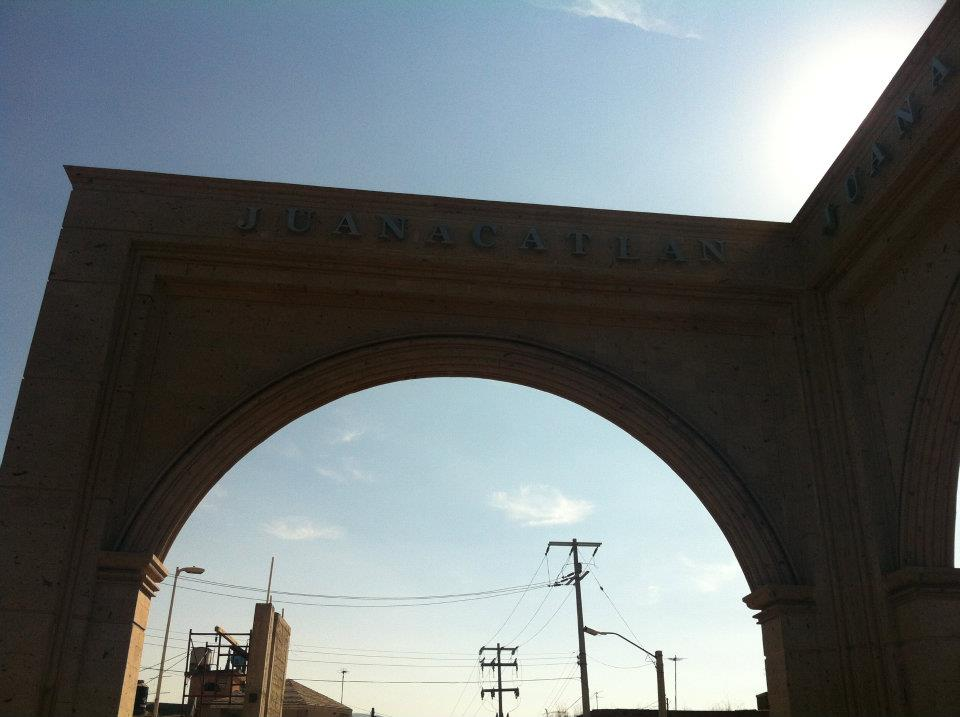
Arcos de entrada a Juanacatlán

Se encuentran también el canal del río Santiago y el canal de riego derivado de la presa Corona.
Los recursos hidrológicos del municipio pertenecen a la cuenca Lerma-Chapala-Santiago, subcuenca Verde-Atotonilco.
El río Santiago se encuentra altamente contaminado por la industria y la agroindustria, provocando niveles muy altos de enfermedades, principalmente insuficiencia renal y cáncer.

## Recursos naturales
La riqueza natural con que cuenta el municipio está representada por 933 ha de bosque donde predominan especies de roble, encino, tabachín y fresno, principalmente.
Sus principales recursos minerales son bancos de arena. En la fauna existen especies como: leoncillo, gato montés, conejo, ardilla, tlacuache, zorrillo, zorro, víboras, armadillo y coyote. Los suelos dominantes pertenecen al tipo Vertisol pélico y Regosol eútrico; y como suelo asociado se encuentra el tipo Feozem háplico.
En la región boscosa se encuentran especies como el roble, encino, gigante, tabachín y fresno.
Cuenta también con especies de menor importancia como: el guamúchil, campanilla, capitana, tepamé, mezquite, nopal, huizache, y todo tipo de árboles frutales.

## Economía
De los cultivos locales sólo destacan el maíz y el sorgo. Se cría ganado bovino de carne y leche, porcino, ovino, caprino, equino, aves de carne y postura y colmenas. Las principales rama de la industria es la manufacturera. Explotan algunos bancos de arena para consumo local.
Se capturan en el Río Santiago principalmente especies como bagre, lobina, carpa y rana, en pequeña escala para consumo local.
Solamente cuenta con cascos de hacienda de propiedad privada destruidas en la época cristera y una cruz propiedad del municipio que relata la historia de Juanacatlán. También cuenta con la Laguna de Juanacatlán que ofrece un paisaje digno de admirarse, por la transparencia de sus aguas y la vegetación circundante de bosque de coníferas y el centro de la cabecera municipal. Predominan los giros dedicados a la venta de artículos de primera necesidad y los comercios mixtos que venden en pequeña escala artículos diversos.
Se prestan servicios financieros, profesionales, técnicos, comunales, sociales, personales y de mantenimiento.